# Printemps de Pérouges
 (avril 2023).
Si vous disposez d'ouvrages ou d'articles de référence ou si vous connaissez des sites web de qualité traitant du thème abordé ici, merci de compléter l'article en donnant les références utiles à sa vérifiabilité et en les liant à la section « Notes et références ».
 (janvier 2023).
L'article doit être relu — et modifié si nécessaire — par des contributeurs indépendants pour apporter un regard critique aux contributions effectuées en violation des conditions d'utilisation de Wikipédia, tant sur la forme (notamment concernant le style encyclopédique, la proportionnalité) que sur le fond (la neutralité de point de vue, la qualité et l'indépendance des sources).
Le Printemps de Pérouges est un festival de musique, qui se déroule chaque année dans le département de l'Ain dans différents lieux du département.

## Administration
L'association chargée de l'organisation du festival a été créée le 5 mars 1997 par Marie Rigaud. Il y a six salariés permanents dans la structure et 50 bénévoles sont impliqués dans l'organisation tout au long de l'année. Durant la période du festival ce sont plus de 400 bénévoles présents.
Marie Rigaud est l'actuelle directrice du festival qu'elle a largement participé à créer en 1997. Cette passionnée de chant lyrique a d'abord, lors des premières éditions du festival, tenté de faire de l'église-forteresse de Pérouges, un lieu de concerts de musique classique.

## Présentation
En 1997, Marie Rigaud se lance dans l’aventure du Printemps de Pérouges en organisant 4 concerts de musique classique dans l’église de la cité médiévale de Pérouges. Jusqu’en 1999 le Printemps de Pérouges continuera les concerts classiques et lyriques dans la Cité médiévale de Pérouges.
2006, le Printemps de Pérouges organise des concerts plus grands et des plus grosses têtes d’affiche avec Raphael, Al Jarreau, Marianne James.
En 2008, le Printemps de Pérouges a l’honneur de faire l’inauguration d’une nouvelle salle de spectacle : l’amphithéâtre 3000 avec Al Jarreau.
En 2009, le Printemps de Pérouges assiège un nouveau lieu inhabituel : la gare TGV de Saint-Exupéry pour un concert de Gilbert Montagné.
En 2010, le Printemps de Pérouges choisit l’usine de bétonnière Guy-Noël pour un nouveau concert accompagné de Marianne James et Robert Charlebois.
L’année 2016 marque un tournant pour le festival en accueillant Johnny au Polo Club de la Plaine de l’Ain en accueillant jusqu’à 15 000 spectateurs par soir. Ce lieu deviendra un lieu majeur pour le Printemps de Pérouges. Des artistes comme Sting, ZZ Top, Vianney, Soprano, Scorpions, Santana, Deep Purple, Francis Cabrel, Grand Corps Malade, les vieilles Canailles se produiront par la suite sur le Polo Club de la plaine de l’Ain.

## Lieux

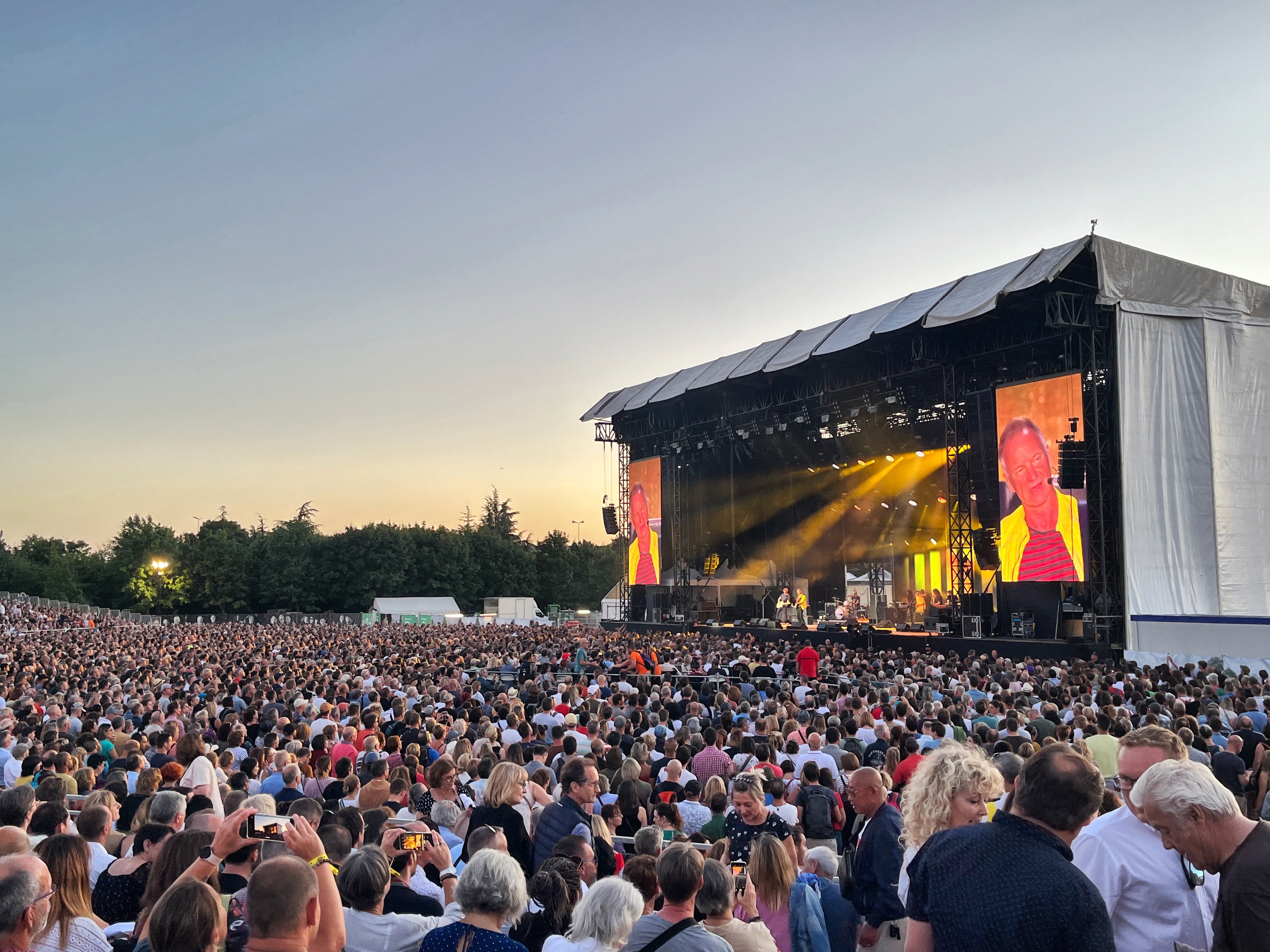
Polo Club de la Plaine de l'Ain, concert de Sting en 2022.

- Polo Club de la Plaine de l'Ain, avenue des Bergeries à Saint-Vulbas (scène « Johnny Hallyday »).

- Église-forteresse de Pérouges.

- Centre international de rencontres de Saint-Vulbas.

- Hall de la gare TGV / Aéroport de Lyon-Saint-Exupéry.

- Amphithéâtre cité internationale de Lyon.

- Le Caro de Lyon.

- Château de Chazey-sur-Ain.

- Château de Saint-Maurice-de-Rémens.

## Les éditions[8]

### Édition 2024
En 2024, le Printemps de Pérouges a accueilli du 25 au 30 juin 2024 Zucchero, Ayron Jones, Santa, Véronique Sanson, Mika, Julien Granel, Murray Head, The Dire Straits Experience, Slimane, Claudio Capéo, Stars 80, Gilbert Montagné de nouveau au parc du Château de Saint-Maurice-de-Rémens.

### Édition 2023
Pour cette édition 2023, le Printemps de Pérouges s'est déroulé du 27 juin au 2 juillet et a accueilli -M-, Bigflo&Oli, Michel Polnareff, Juliette Armanet, Ibrahim Maalouf sur un nouveau lieu : le parc du Château de Saint-Maurice-de-Rémens.

### Édition 2022
Après deux années de Covid où les concerts ont dû être reportés l'année 2022 marque à la fois le grand retour du Printemps de Pérouges après cette crise mais aussi les 25 ans du festival. Pour cette occasion Sting, Deep Purple, kiss, Francis Cabrel, Vianney, Grand Corps Malade, Tayc, Eva, Ange, Gaelle Buswell, Franck Carducci & the fantastic squad, Laura Cox, Eliott Jane ont été présents sur cette édition 2022 qui a duré 6 jours du 28 juin au 3 juillet 2022 au Polo Club de la plaine de l'Ain.
Du 22 au 25 septembre, le festival a fait une plus petite édition au Château de Chazey-sur-Ain avec du blues, du stand-up et un spectacle jeune public en invitant Thomas Angelvy, Ivanna Orlova, Didier Gustin, Dirty Deep et Thomas Schoëffler.

### Édition 2021
En 2021, Sting, Deep Purple et Francis Cabrel étaient programmés mais à cause de la crise sanitaire le Printemps de Pérouges a été contraint de repousser en 2022 ses concerts.
Cependant, le Printemps de Pérouges a organisé une plus petite édition au Château de Chazey-sur-Ain en invitant Jarry, Pomme, Chico & the gyspies, Richard Galliano, Michel Jonasz, Fabrice Luchini, les Têtes Raides, Gaëlle Buswel, Laura Cox et Interpreti Veneziani étaient présents.

### Édition 2020
En 2020, Sting, Christophe Maé, Michel Jonasz, Les Têtes Raides, Ninho, SCH, Jean-Baptiste Guégan étaient programmés sur le Polo Club de la plaine de l'Ain. Mais à cause de la crise sanitaire le Printemps de Pérouges a été contraint d'annulé et/ou reporté en 2021 les concerts.

### Édition 2019
L'édition 2019 a eu lieu du 12 au 27 juin au Polo Club de la Plaine de l'Ain avec des artistes comme the Beach Boys, ZZ Top, Pascal Obispo, Marc Lavoine, Soprano, Dadju, RK, Yarol, Earth Wind and Fire, Michel Fugain, Steve'n'seagulls, Dan Ar Braz, Marianne James...

### Édition 2018
En 2018, le Printemps de Pérouges reste encore une fois au Polo Club de la Plaine de l'Ain avec une programmation du 7 juin au 5 juillet avec des artistes comme Scorpions, Martin Solveig, Santana, Calogero, Nekfeu, Lomepal, Kid's United.

### Édition 2017
En 2017, le Printemps de Pérouges accueille sur le Polo Club de la plaine de l'Ain les Vieilles Canailles, Patrick Bruel, Kid's United, Amir, Natalie Dessay, Claudio Capéo, Olivia Ruiz, Mountain Men, Liane Foly, Naturally 7, Viva l'Opéra.

### Édition 2016
L’année 2016 marque un tournant pour le festival en accueillant Johnny au Polo Club de la Plaine de l’Ain en accueillant jusqu’à 15 000 spectateurs par soir. 2016 marque aussi la 20ème édition du festival pour l'occasion le Printemps de Pérouges invite Johnny, Zaz, LEJ, Vianney, Christophe Willem, Yuri Buenaventura, Chico & the gyspies, Jean-Marie Bigard, Hubert Félix Thiéfaine, Boulevard des airs, Steve'n'seagulls, Mountain Men, Craig Adams, Didier Gustin, Belcanto au caro et orchestre d'auvergne.

### Édition 2015
En 2015 Buena Vista Social Club, Chico & the Gyspies, Fréro Delavega, Serge Lama, Michel Jonasz, Anne Roumanoff, Didier Gustin, Anaïs, Yves Jamait, Polyphonies Corses, Irish Night, Mountain Men étaient présents au festival.

### Édition 2014
Les têtes d'affiches de l'édition 2014 sont Zaz, Natalie Dessay, Roch Voisine, Earth, Wind and Fire Experience Feat Al McKay et Maxime le Forestier.

### Édition 2013
Les têtes d'affiches de l'édition 2013 sont Roberto Alagna, Chimène Badi, Maurane, Julien Clerc et Nolwenn Leroy.

### Édition 2012
Les têtes d'affiches de l'édition 2012 sont Hugues Aufray, The Voca People, Natalie Dessay, Diane Tell et Michel Jonasz.

### Édition 2011
Les têtes d'affiches de l'édition 2011 sont Nicolas Canteloup, André Manoukian, Chico et les Gypsies, Dany Brillant et Michael Gregorio.

### Édition 2010
Les têtes d'affiches de l'édition 2010 étaient entre autres Jacques Higelin, Gilbert Montagné, Tri Yann, Calogero et Richard Gotainer.
Édition 2009
Parmi les artistes présents en 2009, on peut citer Al Jarreau, Daniel Lavoie, Liane Foly et Roberto Alagna.
Édition 2008
En 2008, les spectateurs du festival ont pu applaudir Michel Jonasz, Michel Fugain et Nilda Fernandez.
Édition 2007
L'édition 2007 a vu se produire Michel Delpech, Salvatore Adamo, Grand corps malade ou encore Amélie Les Crayons.
Édition 2006
Pour la 10e édition, les têtes d'affiches étaient Al Jarreau, Natalie Dessay, Raphael ou encore Marianne James.